# Burgruine Regensberg
Die Burgruine Regensberg ist die Ruine einer Höhenburg im Ortsteil Regensberg der Gemeinde Kunreuth im Landkreis Forchheim, Regierungsbezirk Oberfranken in Bayern.

## Geschichte
Der Zeitpunkt der Erbauung und die Erbauer der ersten Anlage sind unbekannt. Nach Art und Gliederung in Vor- und Hauptburg dürfte sie im ausgehenden 12. Jahrhundert entstanden sein.
Urkundlich wurde die Burg erstmals 1251 genannt. In diesem Jahr gab der Bamberger Bischof Heinrich I. von Bilversheim die Hälfte der Burg als Lehen an Herdegen von Gründlach. 1315 kam die halbe Burg als Bamberger Lehen an Gottfried von Hohenlohe-Brauneck, der die Erbtochter des letzten Herdegen zur Frau hatte. 1356 kam die Burg durch Kauf an die Herren von Seckendorff. 1376 wurde urkundlich die Burgkapelle erwähnt. Ebenfalls durch Kauf kam die halbe Burg 1405 als Bamberger Lehen an die Herren von Stiebar, die im Laufe der Zeit auch die andere Hälfte der Burg erhielten. 1492 wurde die Burg bei einer Fehde mit dem Bischof von Bamberg erobert und kurzfristig besetzt. Im Bauernkrieg wurde sie 1525 durch aufständische Bauern zerstört. 1571 wurde Wolf Dietrich von Wiesenthau mit der wiederaufgebauten Burg belehnt. 1615 kam sie wegen Verschuldung wieder an das Hochstift Bamberg und wurde Sitz Bamberger Vögte. Im Dreißigjährigen Krieg wurde sie 1632 und 1639 schwer beschädigt. 1732 kaufte das Kloster Weißenohe die Herrschaft mit der bereits als ruinös bezeichneten Burg. 1744 brannten die noch vorhandenen Teile ab. Zumindest teilweise wiederhergestellt, verfiel die Anlage im Laufe der Zeit. Sie war seit 1805 in Privatbesitz, die noch vorhandenen Bauten wurden 1867 abgerissen. Von der mittelalterlichen Anlage sind nur Reste der Stützmauern und der Kellergewölbe vorhanden. Erhalten geblieben ist die Burgkapelle, die als Pfarrkirche genutzt wird.

Galerie
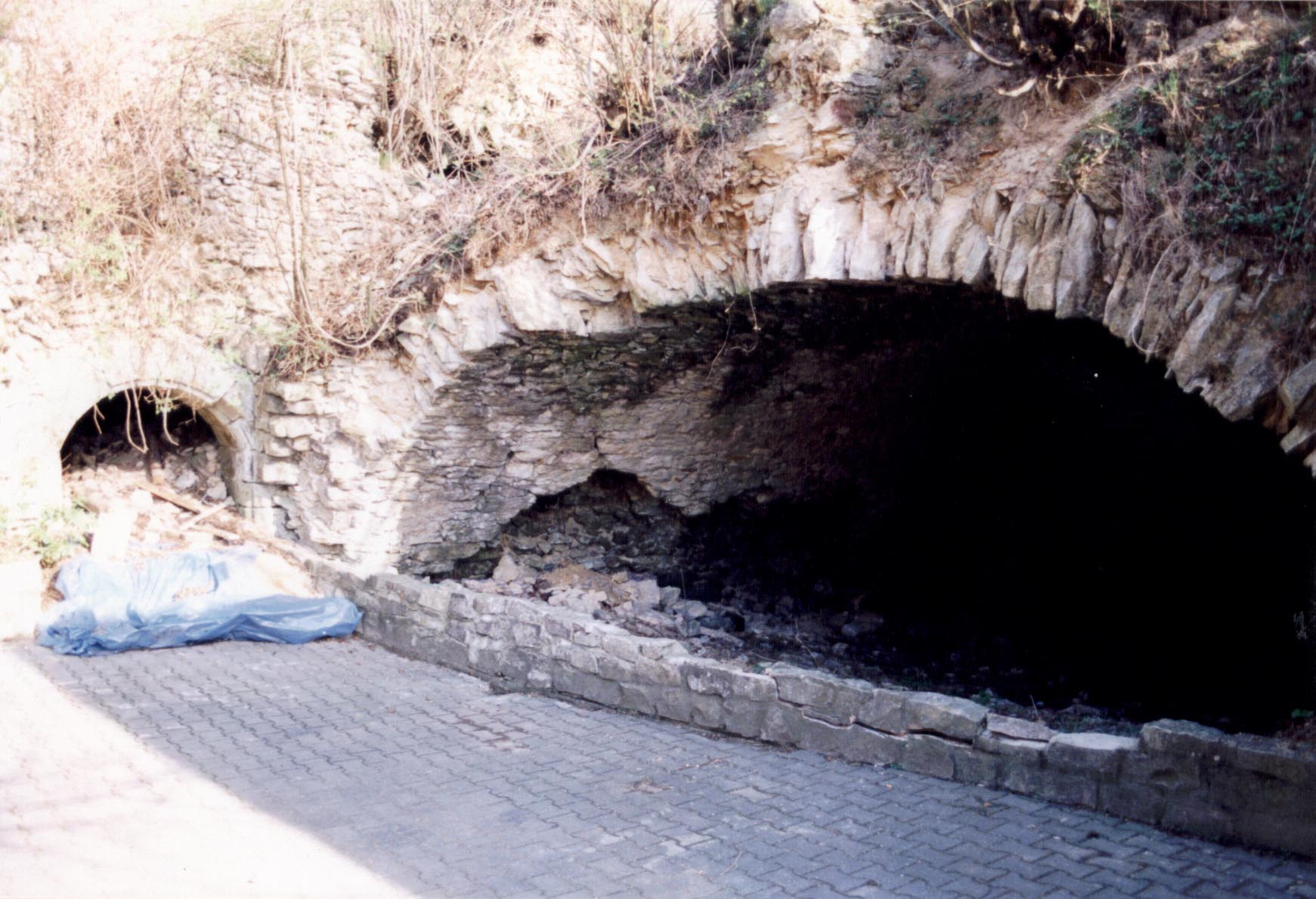
Reste eines Kellergewölbes (1998)
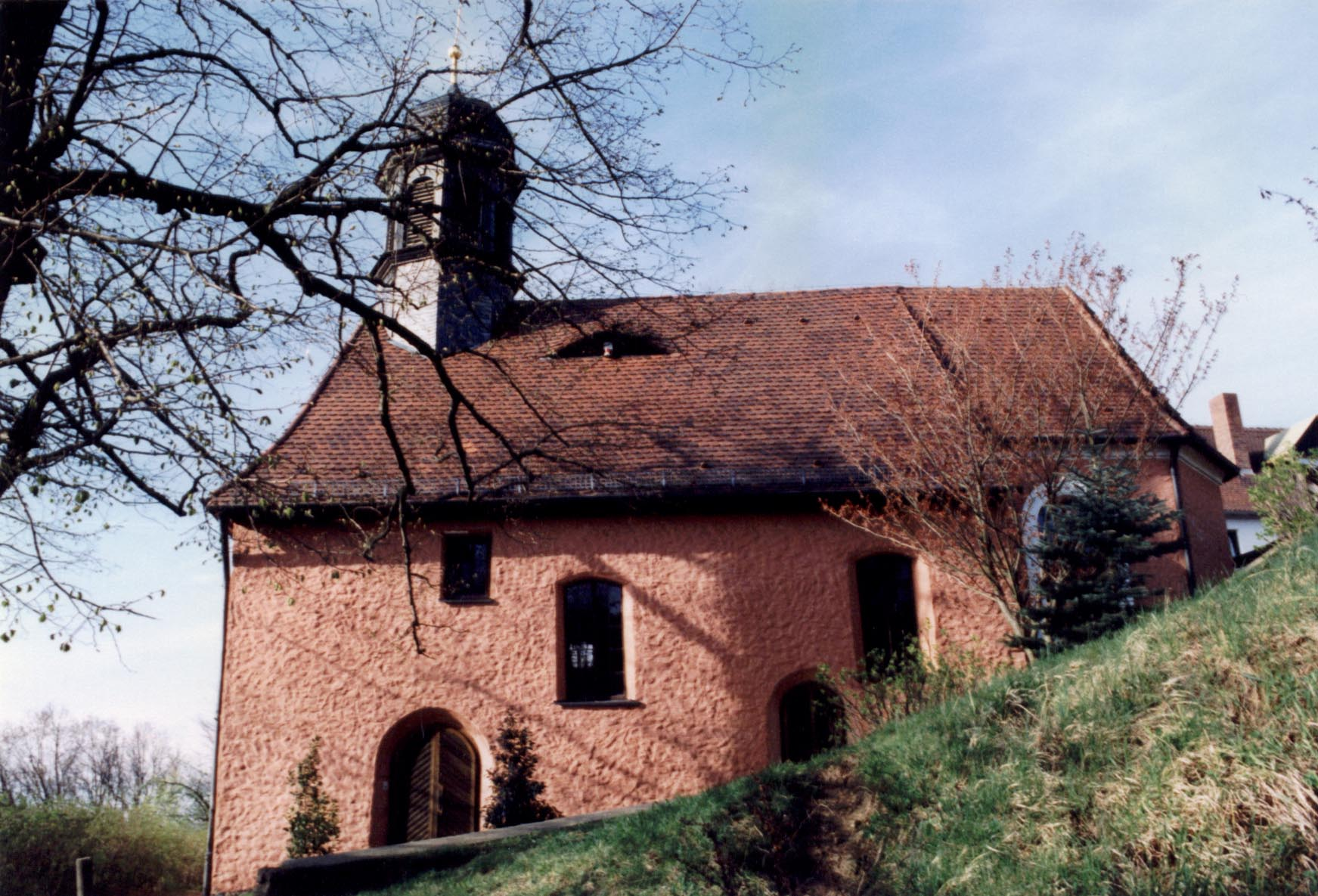
Ehemalige Burgkapelle (1998)